# ديبرا هولواي
ديبرا هولواي (بالإنجليزية: Debra Holloway)‏ هي لاعبة تايكوندو أمريكية، ولدت في 1955، وتوفيت في 2011.

## روابط خارجية
- ديبرا هولواي على موقع TaekwondoData.com (الإنجليزية)
- ديبرا هولواي على موقع أوليمبيديا (الإنجليزية)